# Bataille de Noain
Sixième guerre d'Italie
Le 30 juin 1521, à la bataille de Noain l'armée du Royaume de Navarre sous le commandement du général Asparrós, une force composée de Navarrais, d'alliés gascons et français est vaincue par l'armée castillane,, commandée par Íñigo Fernández de Velasco. Noain a marqué le zénith de la guerre ouverte entre la Navarre et l'Espagne.

## Contexte
Ferdinand II d'Aragon envahit le royaume de Navarre en 1512 et annexe la Haute-Navarre, et une partie de la Basse-Navarre. Jean III de Navarre, vicomte de Béarn, tente vainement de reprendre son bien (1512 et 1516). Il meurt en 1516.
Son fils Henri II de Navarre obtient l'appui du roi de France. François Ier, qui est opposé à Charles Quint mais préfère ne pas l'affronter directement (voir sixième guerre d'Italie), fournit une armée à Henri II commandée par André de Foix, dit Lesparre (ou Asparroz), comte de Montfort.
Cette armée, forte de 12 000 hommes commence par prendre le 15 mai, après trois jours de siège, Saint-Jean-Pied-de-Port qui commande l'accès à l'Espagne par le col de Roncevaux. L'offensive franco-gasco-navarraise bénéficie d'une révolte en Castille, qui oblige les Espagnols à dégarnir leurs défenses. Le 19 mai, la ville de Pampelune (capitale de la Navarre) se rend, ainsi que son château, quelques jours plus tard. C'est à cette occasion qu'Ignace de Loyola est blessé gravement, en participant à la défense de la citadelle.
Lesparre continue sa campagne, s'empare de La Rioja et met le siège devant Logroño. Mais l'armée castillane a battu le 21 avril les villes révoltées à Villalar. Devant son avancée, il lève le siège, recule vers Pampelune, et campe au sud de la sierra del Perdón qui barre le passage vers la capitale navarraise. L'armée espagnole contourne le col de Zubiça de nuit par un sentier muletier. Elle établit son campement au nord de la sierra, et coupe la retraite à l'armée française.

## Déroulement
Lesparre doit affronter les Espagnols pour rejoindre la capitale de la Navarre. Il se trouve en infériorité numérique, et commet l'erreur de ne pas attendre le renfort des 6 000 hommes qui sont restés à Pampelune et dans les environs, ainsi que les 2 000 hommes qui se trouvent vers Tafalla.
Deux heures avant le coucher du soleil, il fond sur le camp espagnol, et le bouscule quelque peu. Mais la cavalerie espagnole soutient son infanterie qui commençait à reculer. Les fantassins castillans s'emparent de l'artillerie française, avant d'enfoncer le reste de l'armée qui est mise en déroute en moins d'une heure.
L'armée franco-gasco-navarraise compte plus de 6 000 morts, et de nombreux prisonniers, dont son chef.

## Conséquences
À la suite de la défaite de Noain, la ville de Pampelune, privée de défenseurs, ouvre ses portes le 5 juillet aux Castillans qui reprennent en main l'ensemble du territoire navarrais (prise de Saint-Jean-Pied-de-Port le 20 juillet).
Toutefois, une nouvelle attaque, officiellement franco-navarraise cette fois, dirigée par Guillaume de Bonnivet, va permettre de s'emparer des forteresses d'Amaiur (3 octobre) et de Fontarrabie (18 octobre). La prise de ces deux bastions permet de maintenir encore vivace la résistance navarraise jusqu'en 1524 au sud des Pyrénées et d'assurer finalement à Henri II la continuité d'un royaume indépendant en Basse-Navarre.

## Postérité
La défaite de Noain clôt une importante tentative de reconquête de la Navarre, qui ne subsiste plus comme étant indépendant qu'à travers la Basse-Navarre.
Assimilant le royaume de Navarre à un État basque indépendant, les nationalistes basques voient dans cette bataille la fin des libertés pour le peuple basque, et le début de « la régression culturelle » basque. Un monument a été élevé en souvenir de cette bataille, et les partisans de l'indépendance du Pays basque s'y réunissent tous les ans en juin.